# فلوریان داوید فیتس
فلوریان داوید فیتس (آلمانی: Florian David Fitz؛ زادهٔ ۲۰ نوامبر ۱۹۷۴) بازیگر، صداپیشه، فیلم‌نامه‌نویس، کارگردان فیلم و نویسنده اهل آلمان است.
از فیلم‌ها یا مجموعه‌های تلویزیونی که وی در آن‌ها نقش داشته‌است، می‌توان به ظهور نگهبانان و هدف یک سگ اشاره نمود.